# Pelusios subniger
Pelusios subniger är en sköldpaddsart som beskrevs av  Bernard-Germain de Lacépède 1789. Pelusios subniger ingår i släktet Pelusios och familjen pelomedusasköldpaddor. IUCN kategoriserar arten globalt som livskraftig.

## Utbredning
Arten förekommer i Botswana, Burundi, Centralafrikanska republiken, Gambia, Kamerun, Kongo, Madagaskar, Moçambique, São Tomé och Príncipe Seychellerna, Tanzania, Zambia och Zimbabwe. Som introducerad art finns den i Guadeloupe och Mauritius.

## Underarter
Arten delas in i följande underarter:
- P. s. subniger
- P. s. parietalis